# 抱きしめてジルバ -Careless Whisper-
「抱きしめてジルバ -Careless Whisper-」（だきしめてジルバ -ケアレス・ウィスパー-）は、西城秀樹の49枚目のシングル。1984年10月15日にRCAから発売された。

## 解説
- イギリスの音楽デュオ「ワム!」の大ヒット曲「Careless Whisper」をカバーした作品である[3][4]。
- アレンジはほぼオリジナルに忠実であるものの、あくまでも日本語にメロディーをのせた仕上がりになっている[5]。
- オリコンでは最高位18位（100位内17週）、15.4万枚のセールスとなった[1]。
- TBS系『ザ・ベストテン』では第9位にランクイン、「ギャランドゥ」以来の出演となった[2]。
- 郷ひろみもほぼ同時期に「ケアレス・ウィスパー」をリリースしたため競作となった。

## 収録曲
1. 抱きしめてジルバ -Careless Whisper-
作詞・作曲：G.MICHAEL-A.RIDGELE／訳詞：森田由美／編曲：丸山恵市
2. ジェラシー
作詞：森田由美／作曲・編曲：後藤次利

## この頃のできごと
- 1984年12月31日 - 『第35回NHK紅白歌合戦』に11年連続で出場した。